# Zhuhai
Zhuhai är en stad på prefekturnivå i provinsen Guangdong i sydöstra Kina. Den ligger omkring 110 kilometer söder om provinshuvudstaden Guangzhou.
Staden är belägen i Pärlflodsdeltat intill den tidigare portugisiska kolonin Macao och det finns ett antal övergångar mellan Zhuhai och den särskilda administrativa regionen.
Zhuhai var tidigare en liten fiskeby och började inte växa förrän 1980, då den blev en av Kinas fyra första speciella ekonomiska zoner med särskilda villkor för utländska investeringar. Sedan dess har staden vuxit explosionsartat och är inte bara en viktig industriort utan har också blivit ett populärt turistmål.

## Administrativ indelning
Zhuhai indelas i tre stadsdistrikt:
| Zhuhai                        | Zhuhai    | Zhuhai       | Zhuhai            | Zhuhai    | Zhuhai                        |
| ----------------------------- | --------- | ------------ | ----------------- | --------- | ----------------------------- |
| Xiangzhou Doumen Jinwan Macao |           |              |                   |           |                               |
| Namn                          | Kinesiska | Pinyin       | Befolkning (2020) | Yta (km²) | Befolknings- täthet (inv/km²) |
| Xiangzhou                     | 香洲区    | Xiāngzhōu qū | 1 384 317         | 551       | 2 513                         |
| Doumen                        | 斗门区    | Dǒumén qū    | 608 899           | 614       | 992                           |
| Jinwan                        | 金湾区    | Jīnwān qū    | 446 369           | 560       | 798                           |

## Befolkning
Stadens befolkning ökar mycket snabbt. 
| År   | Befolkning (Folkräkning 1 nov) |
| ---- | ------------------------------ |
| 2000 | 1 235 437                      |
| 2010 | 1 562 530                      |
| 2020 | 2 439 585                      |

## Klimat
Genomsnittlig årsnederbörd är 2 267 millimeter. Den regnigaste månaden är maj, med i genomsnitt 413 mm nederbörd, och den torraste är januari, med 22 mm nederbörd.